# Borgo Veneto
Borgo Veneto är en kommun i provinsen Padova i regionen Veneto i Italien. Kommunen hade 7 005 invånare (2021).
Kommunen bildades den 17 februari 2018 genom en sammanslagning av de tidigare kommunerna Megliadino San Fidenzio, Saletto och Santa Margherita d'Adige.